# Fornjótr
|  | Dieser Artikel oder Abschnitt wurde wegen inhaltlicher Mängel auf der Qualitätssicherungsseite des Projekts Germanen eingetragen. Dies geschieht, um die Qualität der Artikel aus diesem Themengebiet auf ein akzeptables Niveau zu bringen. Bitte hilf mit, die Mängel dieses Artikels zu beseitigen, und beteilige dich an der Diskussion! |

Fornjótr ist eine Gestalt aus der nordischen Mythologie.
Er wird zwar in der Orkneyinga saga und in der Flateyjarbók (Hversu Nóregr byggðisk) als König beschrieben, aber seine Söhne sind eher mythologische Gestalten:
- Hlér ("Meer")
- Logi ("Feuer")
- Kari ("Wind")

Karis Sohn ist (je nach Quelle) entweder Jǫkull ("Gletscher") oder Frosti. In beiden Quellen ist Kari der Großvater von Snær ("Schnee").
Möglicherweise ist Fornjótr ursprünglich der Stammvater eines Geschlechts von Reifriesen und wurde erst später in die Geschichtsliteratur aufgenommen. Er soll als König über Finnland und/oder Kvenland sowie Gotland oder Götaland geherrscht haben.
Die Etymologie des Namens ist umstritten.